# Copa Pan-Americana de Voleibol Masculino Sub-19
A Copa Pan-Americana de Voleibol Masculino Sub-19 é uma competição continental realizada pela Confederação da América do Norte, Central e Caribe de Voleibol (NORCECA) e pela Confederação Sul-Americana de Voleibol (CSV). Começou a ser disputada no ano de 2011, no México, e contou com a participação de oito países. A seleção do Brasil sagrou-se campeã da primeira edição do torneio.

## Quadro de medalhas
| Ordem | País                 | Medalha de ouro | Medalha de prata | Medalha de bronze |   |
| ----- | -------------------- | --------------- | ---------------- | ----------------- | - |
| 1     | Estados Unidos       | 2               | 0                | 1                 | 3 |
| 2     | México               | 1               | 3                | 0                 | 4 |
| 3     | Brasil               | 1               | 0                | 0                 | 1 |
| 3     | Cuba                 | 1               | 0                | 0                 | 1 |
| 5     | Porto Rico           | 0               | 1                | 3                 | 4 |
| 6     | Chile                | 0               | 1                | 0                 | 1 |
| 7     | República Dominicana | 0               | 0                | 1                 | 1 |

## MVPs por edição
- 2011 –  Carlos Acosta
- 2015 –  Raymond Stephens
- 2019 –  Jose Miguel Gutierrez
- 2022 –  Sean Kelley
- 2023 –  Tread Rosenthal